# سامانه ردیابی اشکال

سامانه ردیابی اشکال

یک سامانه ردیابی اشکال (به انگلیسی: bug tracking system) یا سامانه ردیابی نقص یک نرم‌افزار کاربردی است که اشکالات نرم‌افزاری گزارش شده را در پروژه‌های توسعه نرم‌افزار را پیگیری می‌کند. این سامانه را می‌توان نمونه‌ای از سامانه ردیابی موضوع دانست.
بسیاری از سامانه‌های ردگیری اشکال، مثل سامانه‌هایی که توسط پروژه‌های نرم‌افزاری متن‌باز استفاده می‌شوند، به کاربر نهایی اجازه می‌دهند تا به صورت مستقیم وارد گزارش‌های اشکال شود. سامانه‌های دیگر فقط به صورت درونی، داخل یک شرکت یا سازمانی که نرم‌افزار را توسعه می‌دهند، استفاده می‌شوند. سامانه‌های ردیابی اشکال معمولاً با دیگر نرم‌افزارهای مدیریت پروژه تجمیع می‌شوند.
یک سامانه ردیابی اشکال، معمولاً یک مولفه «لازم» در زیرساخت توسعه نرم‌افزارهای حرفه‌ای است، و استفاده یکنواخت و مداوم از سامانه ردیابی اشکال یا موضوع یکی از «علائم مشخصه برای یک تیم نرم‌افزاری خوب است».